# Кула Небојша
Кула Небојша је једна од најпознатијих кула у Београдској тврђави. Налази се у Доњем граду на улазу у некадашње Дунавско пристаниште. У њој је за време турске владавине погубљен фанариотcки грчки револуционар Рига од Фере.

## Назив и легенда
Кула је добила назив негацијом глагола бојати се, што би значило да се кула не боји ниједног непријатеља и да је неосвојива.
Такво именовање кула се може наћи и код других словенских народа, као нпр. у словачким тврђавама

Такође, према легенди, Турци би када би уводили заробљенике у Небојша кулу, говорили заробљенику:„Не бој се...”
Често се неправилно назива и "Небојшина кула" услед недовољног познавања историје и лакшег памћења имена (због природе језика "Небојшина кула" звучи исправније иако је потпуно другачијег значења).
Према легенди кула Небојша је била Донжон кула Београдске тврђаве у доба деспота Стефана, која је вероватно изгледала попут Деспотове куле у манастиру Манасија. Легенда даље каже да се кула као Неосвојива, када су Турци након тешких борби заузели скоро целу Београдску тврђаву, винула у ваздух и одлетела у Доњи град ван њиховог домашаја, тако да је они никада нису ни заузели. Од тога времена она стоји на свом данашњем месту да сведочи о својој непобедивости и непокорности.
Првобитни називи куле били су Бела и Темишварска кула, да би свој данашњи назив добила тек у 17. веку. Антун Вранчић је и у 16. веку, у својој књизи Iter Buda Hadrianopolium, спомиње под именом Nebojze. Тада (У 17. веку) је у експлозији барута одлетео у ваздух Мали Град са првобитном кулом Небојшом (простор од Дефердареве капије до Победника), после чега је назив Небојша прешао на кулу у пристаништу.

## Изглед
Кула Небојша има основу правилног осмоугла са дебелим зидовима. Има четири спрата и приземље (пет етажа) са укупном висином од 22m. На свакој страни спратова смештени су отвори за топове којима је посада могла да дејствује по нападачима како са река тако и са копна. Кула је раније имала заравњени врх са грудобраном и истуреним дрвеним конзолама за дејство по непријатељу. У првој половини 18. века током велике обнове Београдске тврђаве коју су спровели Аустријанци, врх куле са грудобранима је замењен кровном конструкцијом која је опстала до данашњих дана.
Кула спада у ред типичних артиљеријских вишеспратних кула које су се у то доба градиле у скоро свим утврђеним градовима тог доба.

## Прошлост куле Небојше
Кула Небојша је настала око 1460. године. Изградили су је Угари да би заштитили прилаз Дунавском пристаништу и њега самог од турских напада. Турци су приликом освајања Београда 1521. године успели да продру у Доњи град тек када су артиљеријом срушили Кулу Небојшу. Она је са својим топовима имала велики значај у бурној историји Београда као, уз кулу Млинарицу, најјача кула у Доњем граду. Због тога је често била на удару освајачких артиљерија, тако да је више пута рушена и поново подизана.

### Кула Небојша као тамница
Са губитком значаја Дунавског пристаништа и његовим затрпавањем кулу Небојшу Турци претварају у најпознатију тамницу Београдске тврђаве. Она због те улоге постаје један од мрачних симбола Београда попут Беле Куле у Солуну или Тауера у Лондону. Према предању, могући разлог зашто је кула добила име Небојша, је јер су Турци приликом увођења заробљеника у кулу тихо им говорили:„Не бој се”, како би их смирили.
Њен најпознатији заточеник је био велики грчки родољуб Рига од Фере који је у њој погубљен 24. 06. 1798. године. Поред њега у њој је живот изгубио и митрополит Методије, који је убијен 1800. године по наредби Хаџи Мустаф паше.
Једина особа која је жива изашла из куле био је Јеврем Обреновић, брат књаза Милоша Обреновића.

### Други светски рат
На простору око куле се налази масовна гробница жртава усташког логора Јасеновац. Ту су током Другог светског рата сахрањени лешеви које је на обалу избацила река Сава. Унакажене лешеве су извлачили рибари и сахрањивали поред куле. Данас на том месту не постоји спомен плоча овим побијеним Србима.

## Обнова и рестаурација
Неодложни радови на техничкој заштити Куле Небојше, којој је претила опасност од потпуног урушавања, уз радове на Бајракли џамији у Господар Јевремовој улици, били су први радови које је реализовао Завод за заштиту споменика културе града Београда, одмах по свом оснивању.
„Обимна испитивачка, архитектонска и друга снимања и истраживања, под руководством арх. Гите Мађаревић, у којима су учествовали и еминентни професори Архитектонског и Грађевинског факултета у Београду, омогућили су да се на бази посебне експертизе о начину обезбеђења Куле Небојше од даљих деформација, најпре приступи армиранобетонском осигурању најнижих делова Куле и њеног фундамента, а затим виших зона прстенова од преднапрегнутог бетона, и, коначно, конзервацији и рестаурацији фасада и отвора, као и поновном постављању међуспратне дрвене конструкције у самој кули“.
Почетком 21. века власти града Београда постигле су оквиран договор са грчким властима о обнови куле и њеном отварању за посетиоце уз помоћ средстава које би Грци обезбедили.
Радови на обнови су отпочели у јуну 2009. године и окончани су у мају 2010. године. Кула је отворена за јавност, са изложбеним простором на четири спрата, од којих је први посвећен Риги од Фере.

## Занимљивости
Срби из Баније су почетком 20. века имали обичај да уз гусле певају и о Кули Небојша. Тако је Адам Прибићевић у загребачком Србобрану 1907. године, описао први сусрет једног Бановца (Банијца) са Београдом. После 10. конгреса српских земљорадничких задруга у Земуну, скоро сви учесници конгреса су лађом Цар Никола ишли на излет у Београд. Један интелигентни ратар из Баније, када угледа Београд, Небојшу кулу и Ружицу цркву, са сузама у очима рече: Ех, да су ми сада гусле, да запјевам о диоби браће Јакшића, Ружици цркви и Небојши кули... По породичном предању Ивана Иванића (Иванић-Јакшић) та кула је некада њима припадала.